# Villa Giacomina
La Villa Giacomina es un palacete rural que constituye uno de los casos más destacados y a la vez uno de los más tardíos de la arquitectura de estilo historicista de la provincia de Alicante. Se encuentra a 1 km al SO de Villajoyosa (Alicante). El edificio posee una rica decoración arquitectónica relacionada con la masonería, y estuvo vinculado con episodios clave de la historia reciente, como el traslado de parte del Hospital de guerra Sueco-Noruego de Alcoy a Villajoyosa o la ocupación militar por la 133.ª División blindada Littorio tras la Guerra Civil Española. 
Actualmente se desarrolla un proyecto de investigación y recuperación promovido por el Ayuntamiento de Villajoyosa y el Grupo de Investigación en Restauración Arquitectónica (GIRA) de la Universidad de Alicante.

## Historia
Se acabó de construir en 1920 en el cerro costero de la Malladeta, por el médico Alfonso Esquerdo, en parte de los terrenos adquiridos a finales de la década de 1870 por su tío, el psiquiatra y jefe del Partido Republicano español José María Esquerdo, para construir el Sanatorio Psiquiátrico Dr. Esquerdo (que se levantó en la inmediata playa del Paradís) y una torre-estudio de estilo neomedieval que aún existe sobre la cumbre del cerro en el que se alza la Villa Giacomina. Alfonso Esquerdo era natural de Villajoyosa, emigrado a Argentina. En este país, Alfonso Esquerdo casó con Giacomina Bellami, que dio nombre al edificio. Ocuparon el palacete hasta 1922, cuando falleció Esquerdo.
Al final de la Guerra Civil residió aquí el Dr. Bastos, traumatólogo jefe del Hospital Sueco-Noruego de Alcoy, trasladado en parte a Villajoyosa tras los bombardeos de la aviación italiana a esta ciudad.
Tras la guerra la ocupó la División italiana Littorio, que provocó los primeros daños en el edificio.

## Arquitectura
Es de un tardío estilo historicista, más propio de las últimas décadas del siglo XIX o comienzos del XX. La fachada oeste imita los palacios andalusíes y tenía una estrella de David en cada ventana, introduciendo con ello una simbología de la religión hebrea. La fachada opuesta, que es la principal, y la arquería del patio imitan el gótico flamígero, con líneas y contralíneas curvas, arcos conopiales y elementos de decoración arquitectónica característicos de ese estilo. La mezcla de las tres religiones del Libro (islámica, cristiana, judía), el ajedrezado de baldosas blancas y negras de la entrada principal y otros detalles arquitectónicos se han puesto en relación con la masonería. Hay evidencias documentales de que tanto la familia de Giacomina Bellami como el propio Alfonso pertenecían a ella. 
La casa se articula en torno a un único patio con un aljibe central rodeado de la mencionada galería perimetral con arquería gótica, salvo el ala oeste que reproduce, tanto al exterior como al interior, las grandes puertas con frisos de ataurique policromado de los palacios islámicos andaluces.  
Actualmente el edificio se encuentra parcialmente en ruinas, y el Ayuntamiento de Villajoyosa trabaja con la Universidad de Alicante en su investigación de cara a una futura rehabilitación.

## Entorno
El palacete está circundado por una gran explanada delimitada por un murete almenado que sirve de mirador y que refuerza su carácter neomedieval.  
En la cima del cerro se encuentra una torre construida a finales del siglo XIX por el Dr. José María Esquerdo para utilizarla como biblioteca y estudio privado. Alrededor de la torre se encuentran las ruinas del santuario de la Malladeta, un yacimiento íbero y romano creado hacia 350 a. C. y abandonado hacia 75 d. C. Cinco campañas de excavación (2005-2009) han sacado a la luz un complejo religioso, probablemente dedicado a la Diosa Madre, construido a mediados del s. IV a. C. y con dos grandes reformas hacia 100 a. C. y 25 a. C.